# L'Apprenti Crockett
Pour plus de détails, voir Fiche technique et Distribution.
L'Apprenti Crockett (Crockett-Doodle-Do) est un court métrage d'animation de la série Merrie Melodies réalisé par Robert McKimson qui met en scène Charlie le coq et Eggbert. Le court métrage a été diffusé pour la première fois le 25 juin 1960.

## Fiche technique
- Réalisation : Robert McKimson
- Scénario : Tedd Pierce
- Production : Warner Bros. Cartoons
- Musique originale : Milt Franklyn
- Montage : Treg Brown
- Format : 35 mm, ratio 1.37 :1, couleur Technicolor, mono
- Durée : 7 minutes
- Pays de production :  États-Unis
- Langue : anglais
- Genre : animation
- Distribution : 
  - 1960 : Warner Bros. Pictures cinéma
  - 2010 : Warner Home Video DVD
- Date de sortie : 
  - États-Unis : 25 juin 1960

## Distribution
- Charlie le coq
- VO par Mel Blanc (voix)